# BH90210
BH90210 is een Amerikaanse televisieserie die op 7 augustus 2019 in première ging op Fox. De hoofdacteurs uit de originele Beverly Hills, 90210-serie, die in deze nieuwe serie een uitvergrote versie van zichzelf spelen die geïnspireerd is op hun echte levens en relaties, proberen een reboot te lanceren van de tv-serie uit de jaren negentig. In november 2019 annuleerde Fox de serie na één seizoen wegens tegenvallende kijkcijfers.

## Verhaal
De originele castleden van Beverly Hills, 90210 – Jason Priestley, Jennie Garth, Ian Ziering, Gabrielle Carteris, Brian Austin Green, Tori Spelling en Shannen Doherty – komen 19 jaar na het einde van de originele serie weer bij elkaar op een fanconventie in Las Vegas ter ere van het 30-jarig jubileum. Wanneer het idee geopperd wordt om de serie weer nieuw leven in te blazen staat aanvankelijk niemand te springen voor dat idee. Maar naarmate de plannen voor de reboot steeds meer vorm krijgen, moeten de acteurs opnieuw gaan samenwerken en hun nieuwe leven combineren met de complicaties van hun geschiedenis samen.

## Rolverdeling

### Hoofdrollen
| Acteur/Actrice     | Personage | Opmerkingen                                    |
| ------------------ | --------- | ---------------------------------------------- |
| Gabrielle Carteris | zichzelf  | speelde Andrea Zuckerman in de originele serie |
| Shannen Doherty    | zichzelf  | speelde Brenda Walsh in de originele serie     |
| Jennie Garth       | zichzelf  | speelde Kelly Taylor in de originele serie     |
| Brian Austin Green | zichzelf  | speelde David Silver in de originele serie     |
| Jason Priestley    | zichzelf  | speelde Brandon Walsh in de originele serie    |
| Tori Spelling      | zichzelf  | speelde Donna Martin in de originele serie     |
| Ian Ziering        | zichzelf  | speelde Steve Sanders in de originele serie    |

### Gastrollen
| Acteur/Actrice  | Personage | Opmerkingen |
| --------------- | --------- | --- |
| Carol Potter    | zichzelf  | speelde Cindy Walsh in de originele serie, werkt nu als gediplomeerd therapeute                                                   |
| Christine Elise | zichzelf  | speelde Emily Valentine in de originele serie, heeft nu een managementfunctie bij Fox van waaruit ze de cast het leven zuur maakt |
| La La Anthony   | Shay      | fictieve echtgenote van Brian, succesvolle hiphop-artieste en kostwinner van het gezin                                            |
| Vanessa Lachey  | Camille   | fictieve echtgenote van Jason, publiciteitsagente die een gezin wil stichten                                                      |
| Jenna Rosenow   | Stacy     | fictieve echtgenote van Ian en fitnessgoeroe                                                                                      |
| Ivan Sergei     | Nate      | fictieve echtgenoot van Tori, ex-hockeyspeler met ambities om professionele sportverslaggever te worden                           |
| Ty Wood         | Zach      | fan van de originele show die denkt dat hij de buitenechtelijke zoon van Brian is                                                 |
| Karis Cameron   | Kyler     | fictieve dochter van Jennie met acteerambities die op een bijrolletje in de nieuwe serie aast                                     |
| Natalie Sharp   | Anna      | scenariste die ingehuurd wordt voor de nieuwe serie                                                                               |

## Afleveringen
| Nr. | Titel             | Schrijver(s)                                                 | Regisseur                 | Uitzenddatum      |  |
| --- | ----------------- | ------------------------------------------------------------ | ------------------------- | ----------------- |  |
| 1 | "The Reunion"     | Tori Spelling, Jennie Garth, Mike Chessler, Chris Alberghini | Elizabeth Allen Rosenbaum | 7 augustus 2019   |  |
| Nadat ze hun eigen weg zijn gegaan sinds de serie 'Beverly Hills, 90210' 19 jaar geleden eindigde, komen de castleden weer bij elkaar op een fanconventie in Las Vegas ter ere van het 30-jarig jubileum, waardoor oude vlammen, vetes en gevoelens opnieuw oplaaien.        |                   |                                                              |                           |                   |  |
| 2 | "The Pitch"       | Katie Wech                                                   | Howard Deutch             | 14 augustus 2019  |  |
| Wanneer Fox het licht op groen zet voor de reboot, moeten Tori en Jennie al hun vroegere castleden weer aan boord zien te krijgen. Dat blijkt echter moeilijker dan verwacht.                                                                                                |                   |                                                              |                           |                   |  |
| 3 | "The Photo Shoot" | Jason Coffey, Merigan Mulhern                                | Jason Priestley           | 21 augustus 2019  |  |
| Tori heeft het als uitvoerend producent lastig om aan alle eisen van de verschillende castleden tegemoet te komen. |                   |                                                              |                           |                   |  |
| 4 | "The Table Read"  | Michelle Furtney-Goodman, Conner Good                        | Melanie Mayron            | 28 augustus 2019  |  |
| De eerste lezing van het scenario draait uit op een grote teleurstelling. De cast probeert het script aan te passen, maar raakt het niet eens over de verhaallijnen. Shannen twijfelt nog steeds over haar deelname aan de reboot.                                           |                   |                                                              |                           |                   |  |
| 5 | "Picture's Up"    | Mike Deas, Ben O'Hara                                        | Kabir Akhtar              | 4 september 2019  |  |
| De eerste opnamedag wordt stopgezet vanwege een bedreiging. De cast verdenkt een voormalige co-ster die mogelijk een vendetta tegen hen voert. Jasons ongevoeligheid tijdens het regisseren veroorzaakt frustraties en Tori maakt zich zorgen over een aankomende seksscène. |                   |                                                              |                           |                   |  |
| 6 | "The Long Wait"   | Paul Sciarrotta                                              | Gina Lamar                | 11 september 2019 |  |
| De pilootaflevering is eindelijk ingeblikt en de cast wacht in spanning op de goedkeuring van Fox. |                   |                                                              |                           |                   |  |

## Trivia
- De eerste aflevering is opgedragen aan wijlen Luke Perry die de rol van Dylan McKay vertolkte in de originele serie en die begin 2019 overleed.[3]